# 皿倉登山鉄道帆柱ケーブル線

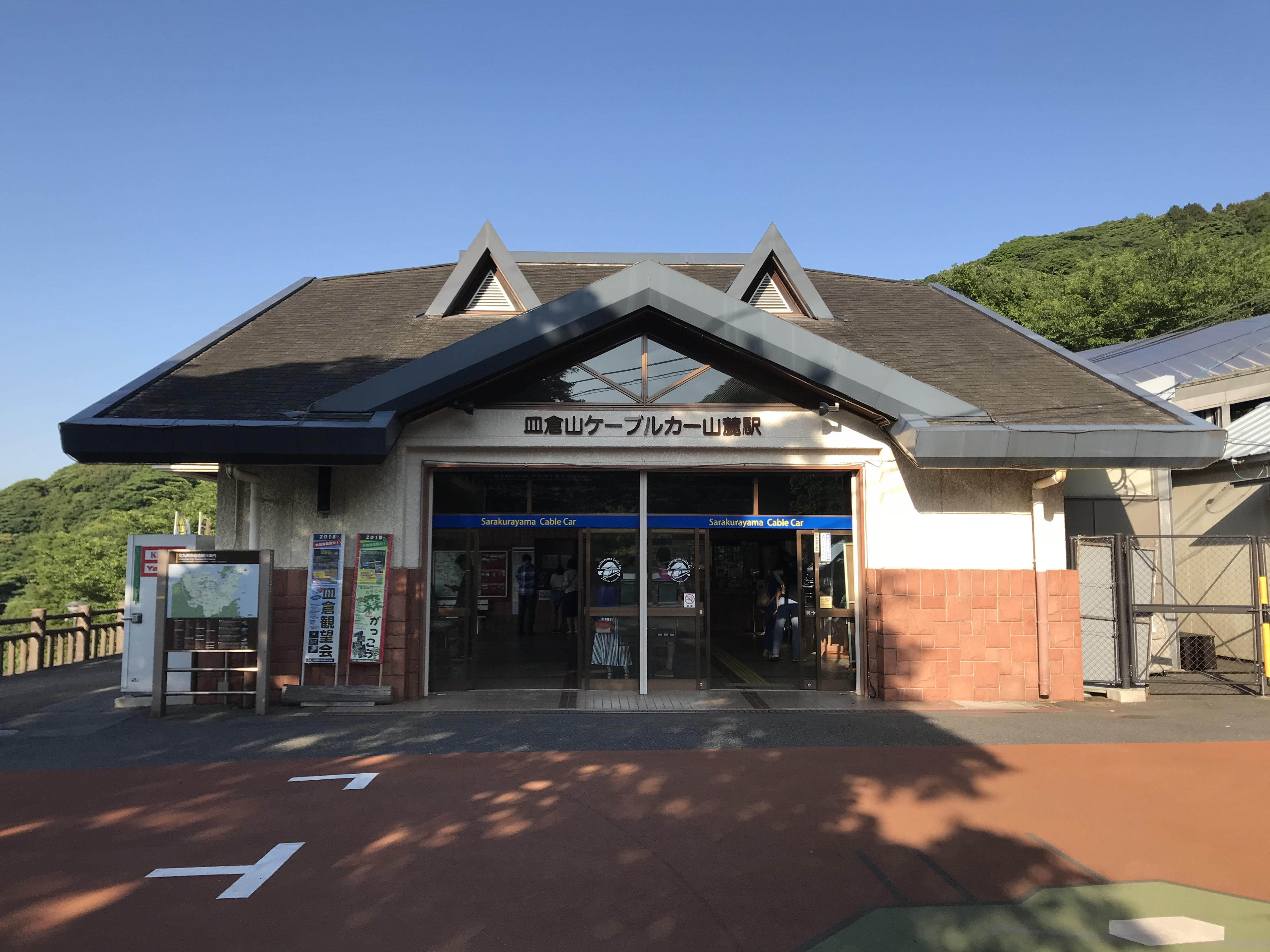
山麓駅

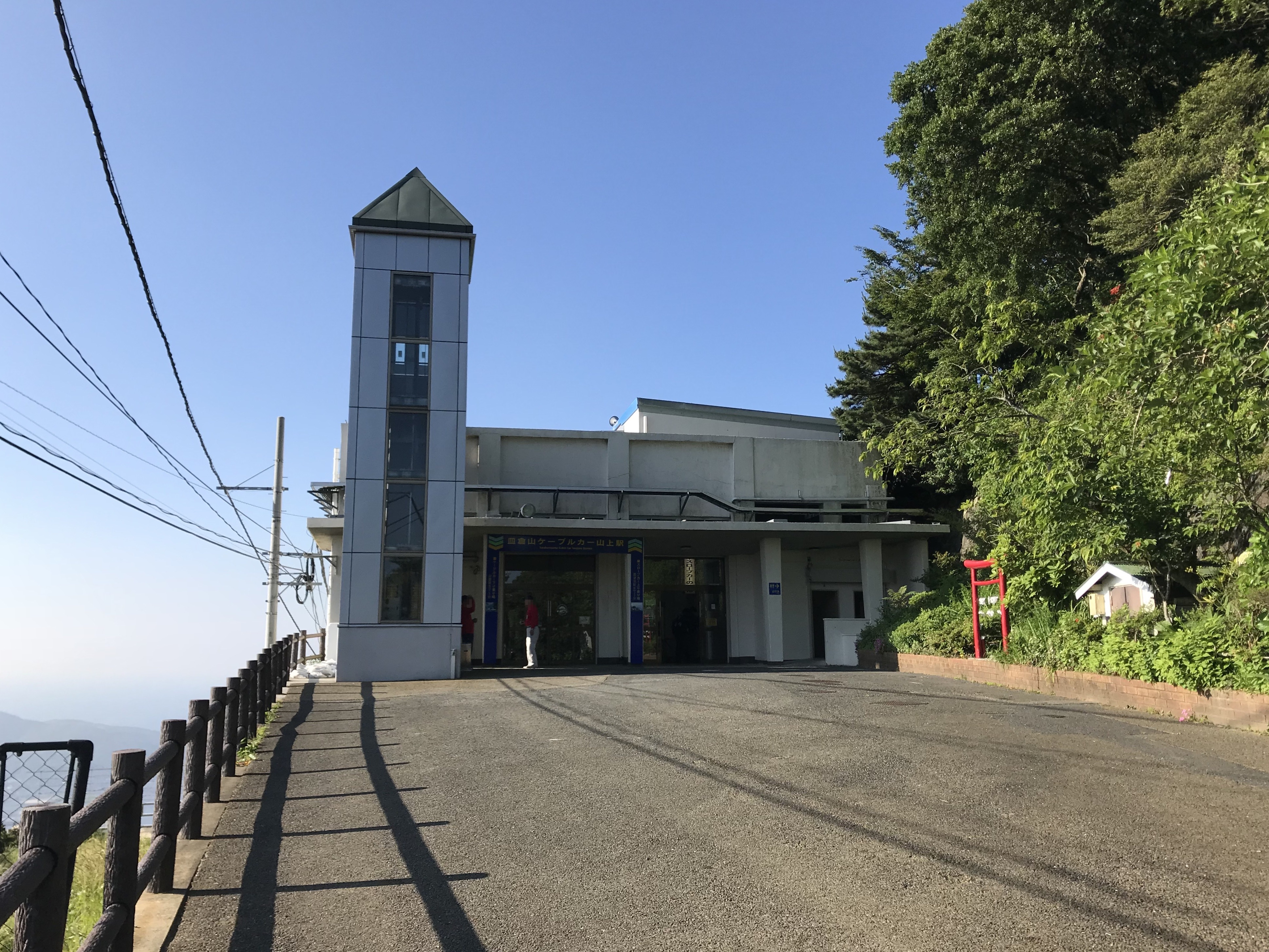
山上駅

帆柱ケーブル線（ほばしらケーブルせん）は、福岡県北九州市八幡東区にある帆柱連山の主峰皿倉山を登る、皿倉登山鉄道が運営するケーブルカー路線である。
旅客案内上は皿倉山ケーブルカー（さらくらやまケーブルカー）の名称が使用されている。

## 路線データ
- 路線距離（営業キロ）：1.1km[8][9][4][2]
- 軌間：1067mm[8]
- 駅数：2駅（起終点駅含む）
- 高低差：約440m[2]
- 最急勾配：528‰[9]

## 運行形態
20 - 30分間隔で運行される。所要時間6分。営業時間は2020年4月より4月 - 10月は10:00から22:00、11月 - 3月は10:00から20:00（原則毎週火曜日は定期点検のため運休）。

## 車両
2001年（平成13年）に北九州博覧祭2001開催に合わせて開業以来初めて車両更新が行われ、天井が全面サンルーフとなっているスイスCWA社製の新車両2両で運行している。運転速度も当時日本国内で最も速い18km/h（5.0m/s）で運行できるようになった。
1両は車体塗装が黄色で愛称は「はるか」、別の1両は車体塗装が青色で愛称は「かなた」である。夜間は車内から夜景を見ることができ、そのために照明が落とされる。
新車両は照明等の電源を蓄電池から得るため、架線・架線柱が撤去され、眺望が改善された。冷房装置は搭載されておらず、夏期は駅ホームに定置型クーラーを置き、停車中に窓から車内に冷風を導入して冷却することで対応している。
1957年に開業した当初は日立製作所製の車両1・2号が導入された。1号は愛称は「ほばしら」、2号は愛称は「さらくら」であった。

## 歴史
- 1957年（昭和32年）11月12日：尾倉公園 - 帆柱山間が開業[3]。
- 1985年（昭和60年）4月13日：尾倉公園駅を山麓駅に、帆柱山駅を山上駅に改称[14]。
- 2000年（平成12年）10月9日：設備更新のため、この日限りで運行休止。開業当初の車両の運行終了[15]。
- 2001年（平成13年）6月30日：スイス製の新車両を導入し運行再開[16][10]。
- 2015年（平成27年）4月1日：皿倉山ケーブルカーの愛称を使用開始[2][1][4][6]。

## 駅一覧
山麓駅 - 山上駅

## 接続路線
- 山麓駅
  - JR鹿児島本線の八幡駅から無料シャトルバスで10分。
    - 月・水・木・金曜は夕方以降、土休日は日中も運行。なお2010年3月までは休日のみ運行の路線バス（1日1往復）があった。

  - 福岡 - 小倉間高速バス「いとうづ号」・香月快速などが停車する「高速皿倉山ケーブル」バス停から徒歩5分。
  - 西鉄バス北九州・帆柱登山口バス停留所から徒歩10分。
  - JR鹿児島本線の小倉駅から無料シャトルバス（2023年12月31日までの金土日祝日のみ）[17]
  - THE OUTLETS KITAKYUSHUから無料シャトルバス（2024年3月31日までの土日祝日のみ）[18]
- 山上駅
  - 皿倉山スロープカー（2006年8月31日までは帆柱スカイラインリフト）